# Остроградський Матвій Іванович
Остроградський Матвій Іванович (нар. 1670 — пом. після 1736) — український державний діяч доби Гетьманщини, наказний полковник Миргородського полку, сотник Говтвянської сотні. Учасник Дербентського походу 1722. Довірена особа Данила Апостола.

## Біографія
Походив із старшинської родини з Миргородського полку, яка дала чотири покоління діячів Гетьманщини.
У 1680-х роках навчався в Києво-Могилянській академії. 1688–1715 — сотник говтвянської сотні. Говтва належала до Полтавського полку, але за гетьманування Івана Мазепи 1687 року перейшла до Миргородського полку.
Остроградський ходив у походи проти Кримської держави, Речі Посполитої, Дагестанського емірату, Османської імперії. Після вагань приєднався до Московщини у війні з Гетьманом Іоанном Мазепою та королем Швеції Карлом XII. 1715, тоді ще полковником Миргородським Данилом Апостолом, призначений полковим суддею на місце Григорія Зарудного.
На цій посаді був до 1734. Двічі виконував функції наказного Миргородського полковника: 1722, коли Данило Апостол був у Дербентському поході, і 1730 замість П. Апостола.